# 霍利格羅夫 (阿肯色州)
霍利格羅夫（英語：Holly Grove）是一個位於美國阿肯色州門羅縣的城市。

## 地理
霍利格羅夫的座標為34°35′51″N 91°12′02″W / 34.59750°N 91.20056°W，而該地的平均海拔高度為55米（即180英尺）。

## 人口
根據2020年美國人口普查的數據，霍利格羅夫的面積為2.64平方千米，當中陸地面積為2.59平方千米，而水域面積為0.05平方千米。當地共有人口460人，而人口密度為每平方千米174人。